# Halecium linkoi
Halecium linkoi is een hydroïdpoliep uit de familie Haleciidae. De poliep komt uit het geslacht Halecium. Halecium linkoi werd in 1980 voor het eerst wetenschappelijk beschreven door Antsulevich. 